# Carex qingliangensis
Carex qingliangensis là một loài thực vật có hoa trong họ Cói. Loài này được D.M.Weng, H.W.Zhang & S.F.Xu mô tả khoa học đầu tiên năm 2009.